# Silvan Vodopivec
Silvan Vodopivec, slovenski veterinar, * 22. november 1910, Trst, † 12. februar 1974, Ljubljana.
Oče Franc je bil državnik uradnik. Mati je bila Marija (roj. Velušček). Vodopivec je leta 1939 diplomiral na zagrebški veterinarski fakulteti in prav tam 1947 tudi doktoriral. Po diplomi je od leta 1939 do 1956 služboval v raznih krajih v Sloveniji. Leta 1956 je postal asistent na Inštitutu za anatomijo, histologijo in embriologijo ljubljanske FAVG in bil 1960 imenovan za predstojnika Klinike za mesojede živali in izvoljen za docenta, 1966 pa za izrednega profesorja Biotehniške fakultete za predmet bolezni in zdravstveno varstvo mesojedov.
Bil je profesor veterinartva v Ljubljani. V prvem desetletju svojega delovanja je raziskoval splošne patološke pojave pri domačih živalih, zlasti bolezni in zajedavce mesojedov. Kasneje se je posvetil preučevanju in iskanju možnosti za izoliranje učinkovitih sestavin domačih rastlin, zlasti jadranskega morskega pelina in raziskoval nevrološke učinke santonina na eksperimentalne in domače živali.
Napisal je več knjig, strokovnih razprav in številne prispevke objavljene v domačih in tujih strokovnih revijah. 